# Petro Sawczuk
Petro Iwanowycz Sawczuk, ukr. Петро Іванович Савчук (ur. 2 stycznia 1937 w miasteczku Ottynia, w województwie stanisławowskim, II Rzeczpospolita, zm. 11 lutego 2011 w miasteczku Ottynia, obwodzie iwanofrankiwskim, Ukraina) – ukraiński trener piłkarski.

## Kariera trenerska
Po zakończeniu Iwano-Frankowskiego Technikum Wychowania Fizycznego oraz Tarnopolskiego Instytutu Finansów i Ekonomiki rozpoczął karierę szkoleniowca. Najpierw w latach 1961–1965 trenował amatorski zespół Karpaty Broszniów-Osada. W lecie 1965 został zaproszony na stanowisko głównego trenera Kołhospnyka Buczacz, który potem zmienił nazwę na Kołos Buczacz. Z powodzeniem trenował zespół z Buczaczu zdobywając z nim wiele trofeów. Latem 1973 został zaproszony do sztabu szkoleniowego Budiwelnyka Tarnopol, a w 1974 prowadził tarnopolski klub. Jednak po zakończeniu sezonu 1974 roku władze postanowiły rozwiązać Budiwelnyk.
11 lutego 2011 zmarł w Ottynii w wieku 74 lat. Po jego śmierci został organizowany turniej piłkarski jego pamięci.

## Sukcesy i odznaczenia

### Sukcesy trenerskie
Karpaty Broszniów-Osada
- zdobywca Pucharu obwodu iwanofrankowskiego: 1964, 1965
- wicemistrz obwodu iwanofrankowskiego: 1965
- brązowy medalista obwodu iwanofrankowskiego: 1963, 1964

Kołhospnyk/Kołos Buczacz
- zdobywca Pucharu ZSRR "Złoty Kołos" wśród drużyn wiejskich: 1969, 1970, 1971
- finalista Pucharu ZSRR "Złoty Kołos" wśród drużyn wiejskich:1967, 1968
- mistrz Ukraińskiej SRR wśród drużyn amatorskich: 1968
- wicemistrz Ukraińskiej SRR wśród drużyn amatorskich: 1966
- 8-krotny mistrz obwodu tarnopolskiego: 1966–1973
- 4-krotny zdobywca Pucharu obwodu tarnopolskiego

### Odznaczenia
- tytuł Zasłużonego Trenera Ukrainy